# Basename
basename(베이스네임)은 표준 유닉스 컴퓨터 프로그램이다. basename에 경로 이름을 지정하면 마지막 슬래시('/') 전까지의 앞 글자들을 지우고 결과를 반환한다. basename은 SUS에 기술되어 있으며 주로 셸 스크립트에 쓰인다.

## 사용법
basename에 대한 SUS의 용법은 다음과 같다.
```
basename 문자열 [접미사]

```

문자열
경로 이름
접미사
접미사를 지정하면 basename는 접미사 부분도 삭제한다.

## 예
basename은 경로 이름에서 마지막 이름만을 반환한다.
```
$ 
basename
 
/home/jsmith/base.wiki

base.wiki

$ 
basename
 
/home/jsmith/

jsmith

$ 
basename
 
/

/

```

또, basename은 기초 이름의 끝 부분을 제거하는데 사용할 수도 있다.
```
$ 
basename
 
/home/jsmith/base.wiki
 
.wiki

base

$ 
basename
 
/home/jsmith/base.wiki
 
ki

base.wi

$ 
basename
 
/home/jsmith/base.wiki
 
base.wiki

base.wiki

```

## 같이 보기
- 유닉스 명령어 목록
- dirname
- 경로